# Alfersteg
Alfersteg est un hameau de la commune belge de Saint-Vith (en allemand : Sankt Vith) située en Communauté germanophone et en Région wallonne dans la province de Liège.
Avant la fusion des communes de 1977, Alfersteg faisait partie de la commune de Lommersweiler.
Le 31 décembre 2015, le hameau comptait 34 habitants.

## Situation
Alfersteg est un hameau traversé par l'Our entre les hameaux de Rödgen (en amont de cette rivière) et Weppeler ainsi que la frontière allemande (en aval). Un pont y franchit le cours d'eau.
Le hameau se situe à 8 km à l'est de la ville de Saint-Vith.
Aucun édifice religieux n'est recensé dans le hameau.